# Gesonia thermesina
Gesonia thermesina är en fjärilsart som beskrevs av George Francis Hampson 1926. Gesonia thermesina ingår i släktet Gesonia och familjen nattflyn. Inga underarter finns listade i Catalogue of Life.